# Michael D. Higgins

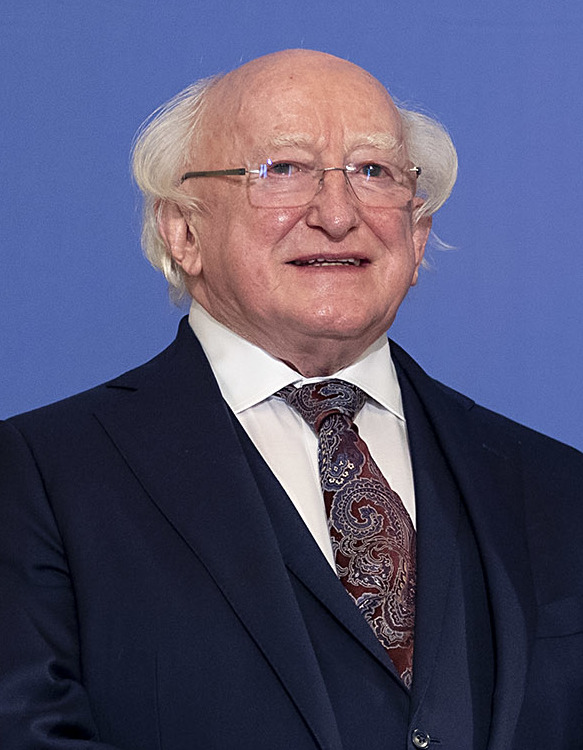
Michael D. Higgins im September 2021

Michael Daniel Higgins, irisch Mícheál Dónal Ó hUiginn (* 18. April 1941 in Limerick), ist ein irischer Politiker der Irish Labour Party und seit dem 11. November 2011 der 9. Präsident von Irland.

## Leben

### Kindheit, Jugend und akademische Laufbahn
Michael Higgins ist der Sohn von John Higgins, einem Leutnant der Irisch-Republikanischen Armee im Irischen Unabhängigkeitskrieg. Im Alter von fünf Jahren gab ihn sein Vater in die Obhut eines Onkels und einer Tante, die in der Grafschaft Clare, in der Nähe von Newmarket-on-Fergus, einen Bauernhof bewirtschafteten. Higgins besuchte das Saint Flannan’s College in Ennis. Nach der Schulzeit arbeitete er einige Monate in einer Fabrik im damals neuen, 1959 geschaffenen Zollfreigebiet Shannon Free Airport Industrial Estate am Flughafen Shannon. Er bestand die Aufnahmeprüfung für das Lehrerseminar in Drumcondra, konnte die Ausbildung jedoch nicht beginnen, weil er im Wohnheim des Lehrerseminars die Kaution für die Bettwäsche nicht bezahlen konnte. So arbeitete er stattdessen zwei Jahre in Galway als Angestellter im örtlichen Büro des staatlichen Elektrizitätsversorgungsunternehmens Electricity Supply Board (ESB).
Das dort verdiente Geld ermöglichte ihm, als Erster in der Familie zu studieren. Sein Studium am University College Galway schloss er 1965 mit dem Bachelor of Commerce (B.Comm.) ab und erlangte dort außerdem 1966 den B.A. (Hauptfächer: Englisch, Soziologie und Politikwissenschaft) sowie 1967 an der Indiana University in Bloomington den Master of Arts (M.A.) im Fach Soziologie.
Anschließend war Higgins Lecturer für Soziologie am University College Galway und Gastprofessor an der Southern Illinois University in Carbondale. In den Jahren seiner Lehrtätigkeit in Galway machte er sich auch einen Namen als Dichter und Essayist.
Er spricht fließend Irisch und besitzt Spanischkenntnisse.

### Politische Karriere
1968 trat Higgins der Irish Labour Party bei. 1973 ernannte der damalige Premierminister (Taoiseach), Liam Cosgrave, Higgins als Vertreter der Irish Labour Party zum Mitglied des Senats (Seanad Éireann). Bei den Senatswahlen 1977 erlitt er jedoch eine Niederlage und schied aus dem Senat aus.
1981 wurde er dann zum Mitglied des Unterhauses (Dáil Éireann) gewählt und vertrat dort bis zu seiner Wahlniederlage bei den Unterhauswahlen im November 1982 den Wahlkreis Galway West. Zugleich war er von Dezember 1981 bis 1982 erstmals Bürgermeister von Galway. Danach war er von 1983 wiederum Mitglied des Senats und gehörte dort zu den drei Vertretern der National University of Ireland, Galway. 1987 wurde er wiederum zum Mitglied des Dáil Éireann gewählt und vertrat dort bis zur Parlamentswahl 2011, bei der er nicht mehr antrat, wieder den Wahlkreis Galway West. Daneben war er zwischen 1990 und 1991 auch wieder Bürgermeister von Galway.
Am 12. Januar 1993 wurde er von Premierminister (Taoiseach) Albert Reynolds in der Koalitionsregierung von Fianna Fáil und Irish Labour Party zum Minister für Kunst, Kultur und die irischsprachigen Gebiete (Gaeltacht) ernannt. Dieses Amt bekleidete er bis zu seinem Rücktritt am 17. November 1994.
In der darauffolgenden Koalitionsregierung aus Fine Gael und Irish Labour Party ernannte ihn Premierminister John Bruton knapp einen Monat später am 15. Dezember 1994 ebenfalls zum Minister für Kunst, Kultur und die Gaeltacht; Higgins gehörte der Regierung bis zum Ende von Brutons Amtszeit am 26. Juni 1997 an.

### Staatspräsident
Bei der Präsidentschaftswahl 2011 trat Higgins als Kandidat der Labour Party an und wurde mit 39,6 % der Stimmen mit deutlichem Vorsprung vor dem bis wenige Tage vor der Wahl in den Umfragen führenden Seán Gallagher zum Nachfolger von Mary McAleese bestimmt. Nach seiner Wahl erklärte Higgins, er habe seine Mitgliedschaft in der Labour Party beendet und den Parteivorsitz niedergelegt, da er das Präsidentenamt als ein unabhängiges Amt betrachte.
Bei der Präsidentschaftswahl 2018 trat Higgins erneut als Kandidat für das Präsidentenamt an, diesmal als unabhängiger Bewerber. Als Amtsinhaber war er für die Teilnahme automatisch qualifiziert. Er wurde mit Ausnahme von Sinn Féin von allen großen Parteien Irlands unterstützt. Higgins wurde gegen fünf andere Kandidaten bereits in der ersten Auszählrunde mit 55,8 Prozent der Stimmen im Amt bestätigt.

## Familie
Higgins ist seit 1974 verheiratet. Seine Frau Sabina Higgins (geborene Coyne) ist eine Schauspielerin und kommt aus Cloonrane in County Galway, wo sie auf einem Bauernhof aufgewachsen ist. Das Ehepaar hat eine Tochter und drei Söhne. Die Tochter Alice Mary wurde 2016 in den Seanad Éireann gewählt.

## Staatsbesuche
Im Juli 2019 unternahm Michael D. Higgins einen Staatsbesuch in Deutschland, mit Stationen u. a. in Berlin, Leipzig und Würzburg.

## Ehrungen
- 1992 wurde er als erster Preisträger mit dem Sean MacBride Peace Prize ausgezeichnet.[23]
- 2011 wurde er zum Mitglied der Royal Irish Academy gewählt.[24]
- Die National University of Ireland, Galway verlieh im Januar 2012 die Ehrendoktorwürde.[25]